# Krieg im Spiegel
Krieg im Spiegel (engl. Originaltitel: The Looking Glass War) ist der 1965 erschienene vierte Roman von John le Carré. Die deutsche Übersetzung von Manfred Conta erschien ebenfalls bereits 1965.
Krieg im Spiegel ist ein Spionageroman über den Versuch eines britischen Geheimdienstes, einen Agenten in die DDR einzuschleusen.
Der Roman besteht aus den drei Teilen „Taylors Einsatz“, „Averys Einsatz“ und „Leisers Einsatz“.

## Inhalt
Taylors Einsatz:
Der britische Agent Taylor wartet auf einem nordeuropäischen Flugplatz – später wird sich herausstellen, dass es sich um Finnland handelt – auf die Landung eines Charterfluges aus Düsseldorf, der wegen schlechten Wetters mehrere Stunden Verspätung hat. Der Pilot soll ihm einen Film übergeben, den er bei der Überfliegung der DDR geschossen hat. Taylor wird nervös, trinkt in der Bar, schließlich landet die Maschine, der Kapitän übergibt den Film, teilt ihm aber gleichzeitig mit, dass weitere Überfliegungen nicht mehr möglich sein würden. Dann wird Taylor auf dem Weg zu seinem Hotel von einem Auto erfasst und stirbt.
Averys Einsatz:
John Avery ist Mitarbeiter der ‚Organisation‘ ('The Department'), eines britischen Geheimdienstes, der von Leclerc geleitet wird. Die Organisation ist ein Relikt des Zweiten Weltkriegs, legt großen Wert auf ihre Eigenständigkeit und pflegt eifersüchtigen Umgang mit anderen Spionagediensten, etwa dem ‚Rondell‘ ('The Circus'), das von einem gewissen Control geleitet wird und dem George Smiley angehört. Bis auf Avery sind alle Mitarbeiter der Organisation alte Hasen, leben von ihren Heldentaten im Krieg und leiden unter der relativen Tatenlosigkeit in ihrer jetzigen Funktion. Avery hat schnell bemerkt, „dass sie sich legendäre Fähigkeiten zuschrieben ... (und) dass für ihre Mitglieder die Organisation fast religiösen Charakter hatte. Wie Mönche ihren Orden maßen sie ihrer Vereinigung ein mystisches Eigenleben zu, das nichts zu tun hatte mit der saumseligen, sündigen Schar von Männern, aus der sie sich zusammensetzte. Ihr Glaube an die Organisation brannte in einer eigenen abgeschiedenen Kapelle. Sie nannten ihn Patriotismus.“
Taylor gehörte ebenfalls zur Organisation, und der Film des Flugkapitäns sollte Photos eines DDR-Flüchtlings bestätigen, die dieser von russischen Sandal-Raketen, wie sie in Kuba stationiert waren, gemacht hatte, die angeblich in einer Halle in Kalkstadt, einer – fiktiven – Kleinstadt südlich von Rostock gelagert seien. „Was auch immer in der Halle sei, sie könnten damit die Amis innerhalb von Stunden aus Westdeutschland hinausjagen.“ Trotz aller Merkwürdigkeiten um die Beschaffung und Übergabe der Photos beschließt die Organisation zu handeln und einen Agenten in die DDR einzuschleusen, das Ganze aber als Schulungsübung auszugeben. Leclerc sieht darin die Chance für die Organisation, endlich wieder zu einem ‚Einsatz‘ zu kommen und den Ruf als ‚Auftragsbauern‘ beim Verteidigungsministerium in Whitehall loszuwerden. Er bildet eine ‚Einsatzsondergruppe‘ und lässt einen gewissen Leiser ausfindig machen, der während des Krieges – also vor zwanzig Jahren! – als Mitarbeiter in Holland erfolgreich für die Organisation tätig war und perfekt deutsch spricht.
Avery erhält inzwischen den Auftrag, nach Finnland zu fliegen, „Taylors Zeug zu holen“ und nach Möglichkeit den Film ausfindig zu machen. Er wird als Halbbruder Taylors ausgegeben, erhält entsprechende Papiere und wird in Helsinki vom dortigen Konsul in Empfang genommen. Schnell zeigt sich, dass bei den Vorbereitungen hanebüchene Fehler gemacht wurden – etwa mit der Identität Taylors –, die Avery nun in Schwierigkeiten mit den finnischen Behörden bringen. Er unternimmt verzweifelte Versuche, die Situation zu retten und kommt schließlich mit gerupften Federn aber ohne Film nach London zurück, wo er auch noch eine verärgerte Ehefrau vorfindet, die von der Polizei wegen Taylors am Flughafen mit falschen Papieren angeliefertem Leichnam befragt worden war.
Leisers Einsatz:
Haldane, ein Mitglied der Organisation, sucht Fred Leiser auf, der eine Autowerkstatt betreibt, und überzeugt ihn mit einer Mischung aus finanziellen Anreizen und Anspielungen auf seine Fähigkeiten als Spion im Krieg, die Aufgabe zu übernehmen. Man mietet ein Haus in Oxford an, um Leiser auf die Aufgabe vorzubereiten und schickt Haldane und Avery als Ausbilder und Führungsoffiziere. Mehrere Wochen lang wird Leiser im Umgang mit Schusswaffe und Messer geschult, vor allem aber intensiv mit Funkgerät und Morsetechnik vertraut gemacht. Schließlich bekommt er eine neue Identität – „Ihr Name ist Fred Hartbeck. Sie sind ein unverheirateter Mechaniker aus Magdeburg und haben ein Arbeitsangebot für die volkseigene Schiffswerft in Rostock.“ –, und die Gruppe reist nach Norddeutschland, um dort die letzten Schritte vorzubereiten. Erst wenige Stunden vor seinem Einsatz erfährt Leiser, dass in seiner Ausrüstung keine Schusswaffe vorgesehen ist, was ihn zunächst stark verunsichert. Er geht trotzdem bei Lübeck über die Grenze, ersticht allerdings dabei einen DDR-Wachtposten. Dann stiehlt er ein Motorrad und fährt nach Kalkstadt, wo er ein Mädchen trifft, das er vorsichtig nach Aktivitäten des russischen Militärs ausfragt. Zum verabredeten Zeitpunkt funkt Leiser seine nichtssagenden Ergebnisse durch und macht dabei einen entscheidenden technischen Fehler. Das russische Militär ortet seinen Standpunkt und kreist ihn ein, während Smiley zur gleichen Zeit die ganze Truppe aus Norddeutschland zurückbeordert und klarmacht, dass man Leiser aufgibt und gegebenenfalls verleugnen wird.

## Motive
Le Carré beschreibt hier noch pointierter und schärfer als in seinem großen Erfolgsroman Der Spion, der aus der Kälte kam die nahezu lächerliche Situation einer Spionagetruppe, die von den Meriten der Vergangenheit zehrt und mit den Anforderungen der modernen Zeit nur unzulänglich zurechtkommt.
Le Carré entzaubert die Geheimdiensttätigkeit: ständig geht es um Arbeitsverträge, Zulagen, um Beamtenstatus und Spesenabrechnungen, um Eifersüchteleien und Kompetenzstreitereien zwischen den getrennt voneinander agierenden Diensten gepaart mit persönlichen Animositäten und sozialer Hochnäsigkeit. Die Vergangenheit, der Zweite Weltkrieg, ist historische Projektionsfläche, und schwebt als idealer Raum für Operationen über allen Tätigkeiten der Mitarbeiter; klare Einsichten in den Lauf der Dinge wechseln sich ab mit Defätismus und Bürokratentum. „Die Welt hat sich geändert. Jetzt wird nach anderen Regeln gespielt. Damals waren wir die großen Macher – Schlauchboot in einer mondlosen Nacht, ein gekapertes feindliches Flugzeug, Funk und all das. … Aber jetzt ist alles anders. Es ist ein anderer Krieg, eine andere Art des Kampfes. … Wir sind vollkommen abhängig … die Auftragsbauern.“ Fehlinterpretationen von vorgeblichen Fakten und Indizien, die aus Eigeninteresse des jeweiligen Dienstes aufrechterhalten werden, haben katastrophale Folgen.
Auch wird der smarte, elegante und weltläufige Typus des James-Bond-Agenten von Le Carré völlig entmystifiziert: hier arbeiten Agenten, die verzweifelt versuchen, im Waschbecken ihres Hotelzimmers Papiere zu verbrennen und dabei den Abfluss verstopfen oder mit heillos veralteten Funkgeräten enormen Aufwand betreiben, bloß um dann wegen eines einzigen technischen Fehlers aufzufliegen.
Die Mitarbeiter der Organisation betonen ständig den klandestinen Charakter ihrer Arbeit, wobei sie bei jeder Gelegenheit ihren Ehefrauen oder Sekretärinnen alles erzählen – wie überhaupt die Frauen in diesem Roman die einzig Bodenständigen sind, und Averys Frau Sarah bei aller Verzweiflung an dessen emotionaler Unbeweglichkeit die Sache mit dem Begriff ‚Loyalität ohne Glauben‘ auf den Punkt bringt.
Krieg im Spiegel thematisiert deutlicher als die früheren Romane Le Carrés das Thema des Verhältnisses von Individuum und Organisation: alle Mitarbeiter der Gruppe leiden an – mehr oder weniger unter Zynismus verborgenen – gestörten Beziehungen, für alle ist die Gruppe Ersatzfamilie und eigentliches Zuhause. „Der Eintritt in den Geheimdienst wird … zu einer Flucht vor gescheiterten persönlichen Beziehungen. In der Männerwelt des Geheimdienstes gehen die Agenten so sehr auf, dass Beziehungen zu anderen Personen, auch zu ihren eigenen Frauen, sekundär werden.“ Als Metapher für die gestörten Beziehungen, Übellaunigkeit und emotionale Kälte durchzieht den ganzen Roman anhaltend schlechtes Wetter: ständig regnet es, bläst der Wind, ist es kühl und unwirtlich, nicht ein einziges Mal scheint die Sonne.
„The Looking Glass War entfaltet eine Topographie der Geheimdienstwelt, die ein Innen und ein Außen voneinander trennt: die Innenwelt, die verfilzte Sphäre der Administration, der persönlichen Konkurrenzen und Animositäten, der Männerfreundschaften und Public-School-Netzwerke bezieht ihre Rechtfertigung aus dem Verweis auf ein Außen, auf ein Feindesland und auf Bedrohungen, von denen niemand wirklich wissen will, ob sie real sind oder eine schlichte Fehlinterpretation unglücklicher Zufälle.“
„Das Phantasma des undurchsichtigen, gefährlichen und geheimnisvollen Feindeslandes hat kein Text des Kalten Krieges so düster entfaltet wie Le Carrés The Looking Glass War von 1965.“

## George Smiley
George Smiley, in den beiden ersten Romanen Le Carrés noch zentrale Figur, spielt auch hier wie schon in Der Spion, der aus der Kälte kam lediglich eine Nebenrolle als Mitarbeiter des Rondells. Leclerc sagt über ihn: „Er war einmal einer ihrer besten Leute. Er ist in gewisser Weise typisch für die bessere Sorte im Rondell ... Er macht sich Gewissensbisse ... Es heißt, er trinke ziemlich viel. Er hat dort die Abteilung für Nordeuropa.“ Später wird er vorgestellt als „kleiner, zerstreuter Mann mit ungeschickten, dicken Fingern. Er hatte ein düstere, ausweichende Art, als fühle er sich unbehaglich.“

## Ausgaben
- 1965: Deutsche Erstausgabe, gebunden. Deutsch von Manfred von Conta. Zsolnay, Wien, Hamburg
- 1967: Taschenbuch; Rowohlt, Reinbek bei Hamburg
- 1983: Taschenbuch; Bastei-Lübbe, Bergisch Gladbach
- 1989: Taschenbuch; Heyne, München ISBN 3-453-03260-8.
- 1995: gebunden; Zsolnay, Wien ISBN 3-552-04711-5.
- 1996: Taschenbuch; dtv, München ISBN 3-423-12123-8.
- 2004: gebunden (im Rahmen der Gesamtausgabe); List, München ISBN 3-471-78099-8.
- 2005: Taschenbuch; List, München ISBN 3-548-60596-6.
- Lizenzausgaben für: Deutscher Bücherbund, Bertelsmann-Buchclub, Europäischer Buch- und Phonoklub

## Verfilmung
- 1969: The Looking Glass War; GB; Regie und Drehbuch: Frank Pierson; mit Christopher Jones (Leiser), Ralph Richardson (LeClerc), Anthony Hopkins (John Avery); 108 Minuten; Farbe; deutsche Erstaufführung am 28. Januar 1970 unter dem Titel Krieg im Spiegel